# Washington Open 2023
Washington Open 2023 (denumit Mubadala Citi DC Open din motive de sponsorizare) a fost un turneu de tenis care s-a jucat pe terenuri dure în aer liber. A fost cea de-a 54-a ediție a Washington Openu pentru bărbați și cea de-a 11-a ediție pentru femei. Evenimentul a făcut parte din seria ATP 500 din cadrul turneului ATP din 2023 și a fost un turneu WTA 500 din cadrul turneului WTA din 2023 (modernizat de la statutul WTA 250 în 2022). Openul de la Washington a avut loc la William H.G. FitzGerald Tennis Center din Washington, D.C., Statele Unite, în perioada 31 iulie - 6 august 2023.

## Campioni

### Simplu masculin
Pentru mai multe informații consultați Washington Open 2023 – Simplu masculin

### Simplu feminin
Pentru mai multe informații consultați Washington Open 2023 – Simplu feminin

### Dublu masculin
Pentru mai multe informații consultați Washington Open 2023 – Dublu masculin

### Dublu feminin
Pentru mai multe informații consultați Washington Open 2023 – Dublu feminin

## Puncte și premii în bani

### Distribuția punctelor
| Probă           | C   | F   | SF  | QF  | R16 | R32 | R64 | Q   | Q2  | Q1  |
| Simplu masculin | 500 | 300 | 180 | 90  | 45  | 20  | 0   | 10  | 4   | 0   |
| Dublu masculin  | 500 | 300 | 180 | 90  | 0   | N/A | N/A | 45  | 25  | 0   |
| Simplu feminin  | 470 | 305 | 185 | 100 | 55  | 1   | N/A | 25  | 13  | 1   |
| Dublu feminin   | 470 | 305 | 185 | 100 | 1   | N/A | N/A | N/A | N/A | N/A |

### Premii în bani
| Probă           | C        | F        | SF      | QF      | R16     | R32     | R64    | Q2     | Q1     |
| Simplu masculin | $353,455 | $188,505 | $97,785 | $51,055 | $26,905 | $14,725 | $7,855 | $4,125 | $2,355 |
| Dublu masculin  | $123,770 | $65,980  | $33,380 | $16,690 | $8,640  | N/A     | N/A    | N/A    | N/A    |
| Simplu feminin  | $        | $        | $       | $       | $       | $       | N/A    | $      | $      |
| Dublu feminin*  | $        | $        | $       | $       | $       | N/A     | N/A    | N/A    | N/A    |

*per echipă